# Занзибар
Вижте пояснителната страница за други значения на Занзибар.
Занзибар (на суахили: Zanzibar) е полуавтономна област в рамките на Танзания, наследник на бивша държава със столица в едноименния град. Заема по-голямата част от архипелага Занзибар и включва два основни острова — Пемба и Унгуджа.

## География
Разположен е на Занзибарския архипелаг в западната част на Индийския океан. Включва два големи острова: Занзибар (или Унгуджа) и Пемба, както и по-малки острови от архипелага. Общата площ на двата острова е 2654 км², а населението е 1,304 млн. души (2012 г.).

## История
През Средновековието търговията с роби от Източна Африка е широко разпространена в Занзибар. С течение на времето търговията с роби се концентрирала в ръцете на арабски търговци от Оман, които образували ядрото на местната аристокрация. През XVI век Занзибар е част от колониалните владения на Португалия, заедно с Момбаса и Хормуз. В средата на XVII век аманските амани се възстановяват от удара, нанесен от появата на европейските колониалисти и започват да ги изтласкват от западния Индийски океан. В Занзибар властта на султана дълго време остава номинална.
До 1853 г. най-могъщият от оманските султани Саид Ибн Султан установява контрол върху значителни участъци от африканския бряг и премества столицата си от Мускат в Занзибар. Островът преживява нов бум, свързан с увеличеното търсене на слонова кост и роби — стоки, доставяни на местните пазари от Африка. Под султана в Занзибар се извършва широко строителство. През 1861 г. Занзибарският султанат се отделя от Оман, а през 1890 г. се превръща в британски протекторат.
Занзибарският архипелаг е бил португалска колония, след това британски протекторат до 1963 г. — като султанат Занзибар, когато султанатът получава независимост. След Занзибарската революция от януари 1964 г. е създадена Народна република Занзибар и Пемба.
През април 1964 г. Занзибар и освободилата се през 1961 г. колония Танганика (известна също като Танганайка) се сливат в Обединената република Танганайка и Занзибар, преименувана след половин година на Обединена република Танзания. Новото название Танзания на общата държава се образува от първите срички от названията на съставилите я бивши държави.

## Политика
След обединението президентът на бившата държава Занзибар и Пемба става президент на новия автономен регион Занзибар и вицепрезидент на новата държава Танзания. В качеството си на президент на Занзибар той е също председател на Революционното правителство на Занзибар и на консултативния Революционен съвет на Занзибар. Отделно е създаден през 1980 г. местен парламент (Камара на представителите на Занзибар), чиито 85 членове се избират на общи преки избори.
На територията на автономен регион Занзибар са обособени пет административно-териториални региона на Танзания:
- Северна Пемба
- Южна Пемба
- Западен Занзибар
- Северен Занзибар
- Южен Занзибар